# Hermann Finsterlin
Hermann Finsterlin (né le 18 août 1887 à Munich et mort le 16 septembre 1973 à Stuttgart) fut un architecte visionnaire, mais aussi peintre, poète, essayiste, confectionneur de jouets et compositeur. Il a joué un rôle important dans le courant architectural expressionniste allemand au début du XXe siècle, mais à cause du climat économique rigoureux aucun de ses projets n'aboutit. En 1922, Finsterlin se détourna de la mouvance architecturale expressionniste quand celle-ci évolua vers la Nouvelle Objectivité. Il déménagea à Stuttgart pour se consacrer à la peinture et à l'écriture.

## Ses contributions
Finsterlin a d'abord étudié la médecine, la physique et la chimie, puis la philosophie et la peinture à Munich. En 1919 il assista Walter Gropius lors de l'« exposition pour les architectes inconnus » de l'Arbeitsrat für Kunst, et contribua à la Gläserne Kette (la chaîne de verre) de Bruno Taut, sous le pseudonyme de Prometh.